# Вишняков, Павел Михайлович
Павел Михайлович Вишняков (бел. Павел Міхайлавіч Вішнякоў; род. 10 июня 1983, Могилёв, Белорусская ССР) — белорусский актёр театра и кино.

## Биография
Родился 10 июня 1983 года в Могилёве. В 2002—2004 годах актёр Белорусского государственного музыкального театра. С 2003 по 2006 год актёр Национального академического театра им. Янки Купалы. С 2004 по 2008 год актёр Национального академического драматического театра М. Горького.

## Театральные работы

### 1999
- «Золушка» — принц — режиссёр А. И. Кускова

### 2000
- «Волк на дереве» — медвежонок — режиссёр А. И. Кускова

### 2002
- «Трагическая повесть о Гамлете, принце датском» — Лаэрт — режиссёр Б. И. Луценко
- «Амфитрион» — воин — режиссёр Б. И. Луценко
- «Калигула» — рейкер — режиссёр В. Григалюнас
- «Перед заходом солнца» — тиролец — режиссёр Б. И. Луценко
- «Джельсомино в стране лгунов» — тётушка Паннокья — режиссёр П. А. Харланчук
- «Сон на кургане» — чёрный человек — режиссёр Б. И. Луценко
- «С приветом Дон Кихот» — хозяин корчмы, первый погонщик — режиссёр И.Райхельгауз

### 2003
- «Песня про зубра» — режиссёр А. И. Шагидевич
- «Настоящий мужчина» — граф Бердавэл — режиссёр Н. Кузменкова
- «Сочетание несочетаемого» — режиссёр В. А. Полякова
- «Жестокие игры» — Кай — режиссёр В. А. Мищанчук
- «Фауст» — Фауст — режиссёр Л. П. Кучеренко
- «Анджело и другие» — Клаудио — режиссёр Б. И. Луценко

### 2004
- «Пучина» — неизвестный — режиссёр В. А. Мищанчук
- «Земляничная поляна» — Андерс — режиссёр А. Ф. Кац
- «Трёхгрошовая опера» — Роберт Пила — режиссёр Б. И. Луценко
- «Африка» — аист — режиссёр Г. Б. Довыдька
- «Ты помнишь, Алёша» — немец — режиссёр М. В. Дударева
- «Валентинов день» — Валентин — режиссёр В. Г. Еренькова
- «Играем Островского»

### 2005
- «Ниночка» — француз — режиссёр Б. И. Луценко
- «Крокодил» — крокодил — режиссёр П. А. Харланчук
- «Ромео и Джульетта» — Тибадьт — режиссёр М. В. Дударева

### 2006
- «Укрощение строптивой» — Люченцио — режиссёр В. Г. Еренькова
- «Три сестры» — отец, брат Андрей — режиссёр О. В. Коц
- «Царевна-лягушка» — Иван — режиссёр П. А. Харланчук
- «Анастасия» — Дмитрий — режиссёр Е. Ивкович
- «Мнимый больной» — Полицейский, Врач, Цыган — режиссёр Аркадий Кац

### 2007
- «Рядовые» режиссёр В. Еренькова

### 2010
- «Принцесса и солдат» — солдат — режиссёр А. Еренькова

## Фильмография
- 2003 — Небо и земля
- 2006 — Вызов-2 — Стас Полежаев (серия 6)
- 2006 — Суд идёт!
- 2007 — Пантера
- 2008 — 2010, 2013 — 2015 — Возвращение Мухтара-2 — Максим Жаров
- 2009 — Журов
- 2010 — 12 апреля 1961 года. 24 часа
- 2011 — Танец нашей любви — Александр
- 2011 — Морские дьяволы — 5 (серия «Минное поле»)
- 2012 — Икорный барон
- 2012 — Грязная работа
- 2012 — Бедные родственники — Вениамин, племянник Тимофея Кузьмича
- 2014 — И шарик вернётся — Игорь
- 2016 — Спросите у осени — Игорь
- 2016 — Певица — Сергей Кремнёв
- 2017 — Майор и магия (серия 28)
- 2017 — Подкидыши (серии 7, 8)
- 2017 — 2021 — Опер по вызову — Артём Трофимов
- 2019 — Женские секреты
- 2019 — Наседка — Алексей Аксенов
- 2020 — Эксперт — Егор Голубев
- 2020 — Женский доктор-5 — Игорь Гордеев
- 2022 — Под защитой (Между чёрным и белым серый) — Станислав Дмитриев

## Телевидение
В начале 2000-х годов был ведущим детской программы «Честно говоря» на телеканале «ЛАД». В 2009 году появлялся в программе «Сегодня утром» на телеканале НТВ.
С 26 августа по 18 ноября 2018 года был участником украинского танцевального шоу «Танці з зірками» на телеканале 1+1.